# テクノロジーアセスメント
テクノロジーアセスメント（TA: technology assessment）は技術のもたらす正や負の副次的影響を総合的・包括的に予見・分析することで、社会的な課題設定や政策的な意思決定の方向性を広く提示する理念や活動を指す。副次的影響には経済、環境、倫理、法、社会、文化に及ぼす影響など広く含まれる。TAやテクアスと略されるほか、日本語では技術の社会影響評価や技術影響評価と表されることもある。かつては技術評価、技術事前評価、技術考査、超技術、技術再点検などとも呼称されていたが、1970年初頭にはすでに一般的ではなくなった。
TAは科学技術の倫理的・法的・社会的側面の考慮（ELSI/ELSA: ethical, legal, social implications(issues)/aspects）を行うが、研究的色彩が強いELSIと異なり、アセスメントの結果が社会的意思決定に貢献するように働きかけることを主眼としている。また、不確実性下の意思決定に対するエビデンスを構築するために、あらゆる関係者からの納得と一定の支持を得るための仲介役として機能するという点で、サイエンスコミュニケーションとの関係が深い。また、最近では、TAは技術に対して規制的に働くばかりでなく、将来市場にとって有望な技術を見極め、イノベーションを促進するという点でも期待されている。戦略的知性の主要なアプローチの一つ。
ヘルステクノロジーアセスメント（HTA: health TA）や医療テクノロジーアセスメント（MTA: medical TA）は医療保健分野に特化したTAであり、一般的なTAとは初期に分化し、独自の発展を遂げてきた。そのため、医薬品や医療機器の経済的効果などを評価し、政策における資源配分に直接役立てるという意味合いが強くなっている。

## 概念
テクノロジーは人間や社会にとって利益をもたらすだけでなく、自然環境の破壊、伝統的な文化の破壊など様々な不利益をもたらす可能性があり、しばしば問題とされている。
そういったテクノロジーの開発や適用について人間社会、地球環境に及ぼす影響を多角的・客観的に調査し、事前に利害損失を総合的に評価する事で、発生しうる弊害への対応策の策定、開発方向の修正などを行う事を目的として1960年代ころからアメリカで取り上げられ始めた分析評価アプローチである。
アメリカでは連邦議会技術評価局（OTA: Office of Technology Assessment）が1972年に設立され、1995年に廃止されるまでテクノロジーアセスメントが実施されていた。また、NSF（アメリカ科学財団）も独自にテクノロジーアセスメントを実施していた。OECDでは1972年から取組みが始められ、ガイドラインの作成やセミナーの実施などが行われた。

### 概念の変遷
1970年代にはテクノロジーアセスメントに対する2つの考え方があったとされる。1つは、技術発展を予測しようという1960年代初頭からの流れに沿ったもの。もう1つは気づきを与える（awareness）TAとして、技術開発の潜在的に望ましくない社会的・経済的影響に意識を持とうというものであり、早期警報(early warning)という言葉とともに初期のTA（伝統的TA）を象徴する概念として知られている。
1970年代前半からTAの実践が米国や日本で盛んになった反面、伝統的TAの概念は1970年代半ばには揺らぐことになる。この理由として、1つは、コリングリッジのジレンマが、理論的考察とともに実践でも明らかになってきたことである。このジレンマは技術は十分に発達し幅広く用いられるまでその影響は十分に予測できないこと（情報の問題）と、予測できるようになるまで技術が社会に埋め込まれると技術の方向性を調節したり変化させにくいこと（力の問題）からなる。もう1つは、意思決定者にいわゆる「客観的な」情報を提示することにこだわり、TAなどの活動は科学の問題であると同時に政治の問題であるということへの意識が足りなかったことである。
こうした問題への反省から、新しいTAはより活動的で戦略的な意識を高めるようになり、これまでの伝統的TAが「番犬」であったのに対して、「追跡犬」と称されるようになった。これは戦略的TAと呼ばれ、1970年代後半から発展した概念である。特定の関係者に焦点を当てることで、社会的目標やニーズを見極め、技術開発を望ましい変化へと戦略的に管理していくというものである。
さらに、1990年代に入り、原子力や遺伝子組み換えの問題を背景に欧州で議会TA機関の活動が盛んになると、一般市民による意思決定への参加や課題設定の重要性がクローズアップされるようになった。これにより参加型TA(participatory TA; pTA)が誕生し、コンセンサス会議やフォーカスグループ、市民陪審、シナリオワークショップなどの手法がデンマークやオランダを中心に発達した。参加型TAはアセスメントの過程をより透明にし、公的議論や社会的学習を促進する目的で行われる。日本でも1990年代末より、主にコンセンサス会議という手法に注目する形で民間や政府系機関で実施されるようになり、一般に広まった。
参加型TAが主に新しいTAのあり方を実践的に規定していることに対し、構築的TA(constructive TA; CTA)は概念的に規定している。ここで「構築的」とは2通りの意味合いがあるとされ、1つは技術の与える影響を予見しながら技術のあり方を構築していくことと、もう1つは技術開発とそれが適用される環境を整備していくことにより、アセスメントのあり方を構築していくという意味がある。従来のアセスメントのように分析だけではなく、介入も含めた統合的な活動ということになる。これは科学技術社会論(STS)と進化経済学の繊細な統合であり、振興的な政策機能と規制的な政策機能とを架橋するものでもある。予見、社会的学習、再帰性という3つの基準を持つ。
その他のTA概念や実践として以下がある。
協働的TA(interactive TA; iTA)
より問題解決志向を持った参加型TAであり、あらゆる関係者の参画により民主主義を重視するという点で構築的TAと異なる。また、参加者の権力関係の差異を最小限にするように設計される。
リアルタイムTA（real-time TA; RTTA）
技術マップと公共価値マップによって新たな問題を発見し、(1) 技術についての市民と科学者の理解・価値を歴史的に追跡し、(2) 複数の未来像を提示し市民の選好を見て、それらについて話し合うことで市民と科学者とのコミュニケーションを強化する。
討議的TA(discursive TA)
議論的TA(argumentative TA)とも。国民や政治の目にさらされながら、科学技術を社会的に形作っているアクターの規範的な前提やビジョンをはっきりさせることを目的とする。単に技術変化の側面を見るばかりでなく、科学技術の幅広い影響と、特定の技術の発展がなぜ正統で望ましいのかという根本的な規範的な問題をも扱う。
イノベーティブTA(innovative TA)
構築的TAが技術発展のシステム的性格を軽視しているとし、イノベーションに着目する。共通の短期的目標と長期的ビジョンを確立することを目指し、技術的可能性と社会適用性のバランスを探る。
倫理的TA(ethical TA; eTA)
継続的な対話と低コストなアセスメントの繰り返しを行う。技術のライフサイクル全体を俯瞰し、野心的な未来像を否定する。多様な参加者を募り、結果についても広くコミュニケーションする。

### 評価との混同
アセスメント(assessment)には、対応する日本語がないため、evaluationと同じく評価と訳されることが多い。また、日本での初期の取り組みは科学技術庁や通商産業省という行政府が中心であったため、プロジェクトや施策という単位で活動を評価するものという意識が強かった。また、1980年代に社会党の松前仰議員や自民党の中山太郎議員らが科学技術分野にかかる国の研究開発投資額が効率的でないことからTAの制度化を求めているが、これは研究開発評価と混同しており、政府の対応も研究開発評価の制度化へ向かうこととなった。

### 技術予測（フォーサイト）との混同
1969年に渡米した産業予測特別調査団は技術予測の一手法であるデルファイの実践法を学んできたが、調査団の副団長であった牧野昇はとりわけこの手法に関心を抱き、現在も約5年ごとに行われている科学技術予測の第1回から第7回まで技術予測委員会の委員長を務めた。岸田純之助もネットワーク的な技術予測を指してTAと呼んでいる。
通商産業省のビジョン行政は1970年代にTAを吸収する形で発展し、以後も通産省の長期技術政策形成に役立てられることとなった。こうした活動は、技術フォーサイトと呼ばれる大きなアプローチとして見なすことができるが、戦略形成などに直接関わる可能性がある、特定の技術を中心にして検討しがちであるという点で、TAとは異なる。

## 手法
テクノロジーアセスメントの手順は特に確立されておらず、評価の対象となる技術によってその手法は様々である。有名な手法としてアメリカのシンクタンク・マイター社が開発した『7段階法』をはじめ『デルファイ法』、『システムダイナミックス』、『クロスインパクト・マトリックス』などがある。
公的意思決定の領域では、構造的モデリング・システムダイナミクス、インパクト分析、シナリオ分析、リスクアセスメント、決定分析、環境的な配慮と統合的TA、新興技術に対するアプローチがある。ビジネスや政府機関以外での意思決定に対しては、費用便益分析、決定分析、技術計量学、ロードマッピング、シナリオ・デルファイ、サーベイや情報モニタリング、数学的手法などの手法やアプローチがある。

## 用語の起源
「テクノロジーアセスメント」という用語が最初に使用されたのはアメリカ下院の科学宇宙委員会の科学研究開発小委員会で1966年10月に発表された技術革新の直接・間接的な影響を調査した報告書であった。本報告書を元にしたテクノロジーアセスメント法案が初めて議会に提出されたのは1967年3月、その後何回かの修正を経て、1972年に可決した。だが、テクノロジーアセスメントという概念自体はさらに古くから見ることができる。たとえば、科学技術局(OST)のレイモンド・バウアーは1963年という早くに予期と検知、評価、行動という3段階において技術の副次的影響を見る必要があると述べており、後に彼はこうした試みをTAと言うべきものであると振り返っている。TAに類した実践としても、たとえば20世紀初頭の英国でも、ロンドン交通王立委員会がまとめた「ロンドンにおける移動と輸送手段」(1906)といった報告書にすでに見られるという。

## 品質基準
TAと称されなくともTAを実践していたり、TA的な活動とも言うべき活動は多々ある。そこでTAの理論的研究やTA機関のこれまでの実践を整理して、TAの品質基準となるものがまとめられている。
- 手法基準
  - 系統的：厳密性、再帰性、既存の理論や実践に基づく。（拡大された）ピアレビューや助言グループ、運営委員会を持ち品質が保たれている。
  - 幅広さ：技術的なことを越えた幅広い課題を考慮し、複数の視点を統合している。学際性。
  - 包含性：参加的、熟議的、関与的、透明性
  - 資金力：適切な資金と時間フレーム

- インパクト基準
  - 信頼できる：評判のある、独立的、多党派的
  - 影響のある：意思決定者との組織的リンク、コミュニケーション戦略、メディアとのアクセス。政策や意見、行動における変化を導く。

## 日本の取組
日本でテクノロジーアセスメントが紹介されたのは1969年の11月に科学技術と経済の会のメンバーを中心に組織された産業予測特別調査団が訪米し、テクノロジーアセスメントという言葉を持ち帰ってきたことから始まる。その翌年から科学技術会議、産業構造審議会、政府審議機関などにおいて取り上げられ、同時に渥美和彦、唐津一、岸田純之助、白根禮吉、平松守彦、牧野昇、松下寛、増田米二という民間有識者からなる八人委員会でもTAについての提言がなされている。また、1970年4月に京都で開かれた国際未来学会においてもアメリカ国立科学財団(NSF)のロバート・W・ラムソンがTAに関する発表を行っている。1972年に科学技術庁からいくつかの事例研究結果が発表されている。それらを機に日本の民間企業やシンクタンクに広がり、テクノロジーアセスメントの取組が始められた。
シンクタンクでは、未来工学研究所が、科学技術庁が実施した事例研究のいくつかを受託しているほか、発足当初の基幹研究テーマとして「日本型科学技術開発システムの基本設計」（1971-74年）や「開放系技術と社会的受容定着条件の検討」（1978年）など、技術の社会的次元を対象とした科学技術政策研究を実施している。また、野村総合研究所も事例研究を受託しているほか、1972年には『テクノロジー・アセスメントと企業』と題した報告書を編集している。
経済同友会が1973年3月に発表した「社会と企業の相互信頼の確立を求めて」と題する提言では、公害・環境破壊の深刻化や消費者運動の高まり、土地や一部商品への投機的行為等から企業行動のあり方が厳しく問い直されているなかで、企業の社会的責任を果たすべく、「自らの科学技術開発過程の企画、研究開発、使用段階を通じて、体系的にテクノロジー・アセスメントを実施する企業内組織の確立を図る」と宣誓している。1975年にかけて、技術同友会や経済団体連合会も同様の提言を行い、同時期に通産省産業技術審議会テクノロジー・アセスメント部会では民間によるTA推進を検討していたが、中小企業がTAを実施することによる負担の増大を懸念する中小企業庁や生活産業局の反対に遭い、実施の義務づけを見送った。日本では公害や石油危機に意識が移った1974年頃をピークにして、民間企業によるTA活動は衰退していったとみられる。
科学技術庁計画局では、行政による縦割り型のTA活動に限界を感じ、1977年から78年後半にかけて米国テクノロジーアセスメント局のような議会TA機関の創設を目指した。だが、議員は議会で活動を引き受けることは念頭になく、国会調査局も議員の反応が鈍いため及び腰であったとされる。結局折衝は物別れに終わり、科技庁では同時期を境にTAの事例研究から手を引いた。
環境庁では発足後初めて著した1972年の環境白書において、農薬や有鉛ガソリン、PCBなどに対する環境保全面からTAの必要性が高まっているとし、日米のTAに対する取り組みを紹介して日本における活動の活発化を期待した。1972年から環境アセスメントの制度化が本格化していくなかで、1973年の環境白書ではTAと環境アセスメントとの区別を行っている。1974年の環境白書では新エネルギーの開発に際して環境保全の観点からTAを実施していく必要性を挙げているが、通産省の取り組みと重複していたこともあり、以後環境庁においてTAについての言及は見られなくなる。

### 議会TA機関設立の動き
日本において議会TA機関を設立しようという動きは、1970年代から散見される。1970年代末には科学技術庁計画局が働きかけたが、議員などの関心は得られなかった。しかし1980年代後半に入ると、日米科学技術協力協定の改定に関して日米間に摩擦が生じ、科学技術の国家戦略の重要性が認識されるようになった。日本学技術会議会長の近藤次郎、帝人理事の内田盛也、衆議院議員の中山太郎を中心に、議会TA機関の設立に向けた動きが展開された。この流れにより、1994年6月、中山と松前達郎参議院議員を代表、内田を顧問として共産党を除く超党派の国会議員と学識経験者が参加する「科学技術と政策の会」が発足した。会では1995年1月の通常国会に議会TA機関として「科学技術評価会議（仮称）」を設立する法案の提出を試みたが、うまくいかなかった。同年11月に科学技術基本法が成立すると、同会は再度、国会への提出を検討した。1997年、1999年にも同様の動きを示したが、同会は2002年3月の第7回総会以後解散し、科学技術評価会議設置の立法化も実現しなかった。

### 参加型TAの実践
日本における参加型TAは概ね手法の実践に主眼が置かれており、政策決定との結びつきや運営の財源などに課題を抱えている。参加型TA手法の実践は、1998年に「科学技術への市民参加」研究会が遺伝子治療をテーマとしてコンセンサス会議の試行を行ったのが始まりである。翌99年には、同研究会が高度情報社会をテーマとした2度目の試行をした。この試みはマスメディアなどを通じて幅広い社会的関心を集め、2000年には、遺伝子組換え農作物をテーマとしたコンセンサス会議が、農林水産省の委託を受けた農林水産先端技術産業振興センター(STAFF)によって開催された。STAFFでは、2001年から2003年にかけて、コンセンサス会議の手法をベースとした遺伝子組換え作物についての市民会議をさらに3回にわたって開催している。
科学技術庁の助成によるヒトゲノム研究をテーマとしたコンセンサス会議が2000年に行われ、その後も、参加型手法の開発を主なテーマとする大型研究プロジェクトが複数行われ、シナリオワークショップやハイブリッド型会議、コンセンサス会議をアレンジしたディープダイアローグといった手法の社会実験が積み重ねられてきた。
2006年には、北海道で「遺伝子組換え作物の栽培について道民が考える『コンセンサス会議』」や、名古屋市におけるハイブリッド型会議の手法を用いた「なごや循環型社会・しみん提案会議」など、従来の社会実験で有効性が確認された参加型手法を用いて地方自治体の政策形成に応用される例が登場した。
2007年、大阪大学コミュニケーションデザイン・センターを中心とした「市民と専門家の熟議と協働のための手法とインタフェイス組織の開発 」研究開発プロジェクト（でこしすプロジェクト）が立ち上がり、TAとサイエンスカフェ、市民と専門家の評価を統合した統合的pTAの社会実験が行われている。
2008年9-10月、未来の食品や食品へのナノテクノロジーへの応用について考えるナノトライ(NanoTRI)と題した3つのイベント（ミニ・コンセンサス会議、グループインタビュー、サイエンスカフェ）が行われた。
2009年9月26日、地球温暖化問題に関する世界市民会議(WWViews)という市民参加型TAが開催された。これは2009年12月にデンマーク・コペンハーゲンにおいて開催されるCOP15に対して、世界市民の観点で、今後の地球温暖化問題に対して取り組むべき課題を提示するために、世界の国と地域で、同じ日に、同じ情報資料に基づき、同じ問いについて、同じ手法を用いて議論するものである。日本では、「World Wide Views in Japan 実行委員会」が主体となって、京都で開催された。

## 米国の取組
米国議会技術評価局(OTA)は、ニクソン大統領政権後期の1972年に制定された法律に基づき設立された。世界で初めてのテクノロジーアセスメントに特化した機関である。設立の背景には、政府科学技術予算の急激な増大、社会における科学技術の社会的・政治的便益への疑問、科学技術に関する立法活動の活発化、行政府と立法府との権力のバランスに対する意識の高まりがあったとされる。米国議会下院科学宇宙委員会の科学研究開発小委員会小委員会の委員長であり、テクノロジーアセスメント法案の成立に深く関わったコネチカット州の民主党議員であるエミリオ・Q・ダダリオがOTAの初代局長（1973-77）に就任した。200名弱のスタッフを抱えるOTAの意思決定機関として技術評価理事会（TAB: Technology Assessment Board）があり、OTAのアジェンダや所長を決定したり、議会とOTAのつなぎ役を務めていた。TABは、上院・下院議員6名ずつからなり、民主党員と共和党員が同数になるようにしてOTAの活動が超党派性を保つように設計された。また、TABを支援するものとして、技術評価助言委員会（TAAC: Technology Assessment Advisory Council）があり、TABによって任命された科学や技術の専門家から構成され、TABからの要求に基づいてOTAの運営や特定のアセスメントについて勧告を出すことを任務としていた。
2代目所長に就任したラッセル・W・ピーターソン（1978-79）（前デラウェア州民主党知事）はOTAを議会からの独立したものとしようとしたが、アジェンダ設定に関する固有の役割を侵害されたと考えた議員の反感を買い、わずか1年半でOTAを辞してしまう。3代目所長を務めたジョン・H・ギボンズ（1979-93）（前オークリッジ国立研究所研究ディレクター）は議会からの独立ではなく、議会に非党派的なサービスを提供することを鮮明に打ち出した。スタッフ自ら議会委員会のニーズを調査するなど大胆な改革を行い、存在意義が問われて危機にあった組織を立て直した。また、TAの焦点を早期警報から「広義の技術の適用の短期的・長期的影響への議員の理解と対応を支援する客観的情報と分析」の提供に移し、TAを「特定の形態の政策分析」と位置づけた。OTAはギボンズの後を引き継いだロジャー・C・ハードマン（1993-95）の下で、短期的・長期的改革を進めたが、第104回議会でOTAにかかるすべての予算を削減され、1995年9月29日に活動を停止した。
OTAの最初期はシンクタンクに調査研究を委託する形が多かったものの、シンクタンクはTAを必要とする政治的な文脈に関する問題意識に欠けており、役に立つ結果が得られなかったとされる。そのため、その後はOTAのスタッフ自身が調査研究を担い、各調査研究にステークホルダーと専門家からなる助言委員会を設置して助言を仰ぐことにした。助言委員会では非公式な合宿をすることで委員同士の交流を深め、問題認識の共有化を進め、話し合いを有用なものにしていった。OTAは年間約50件のプロジェクトを実施し、総計で750近くの報告書を作成した。それぞれの量は比較的多く、少ないもので80頁程度、多いもので200〜300頁弱に及ぶ。また、予算として、各プロジェクト平均約50万ドルを費やしていたという。
現在、米国でTAないしTA的活動を実施している機関ないし制度として、会計検査院(GAO)、議会調査局(CRS)、全米研究評議会(NRC)、ウッドロウ・ウィルソン国際学術センター(WWC)、国際テクノロジーアセスメントセンター(ICTA)、アリゾナ州立大学社会におけるナノテクノロジーセンター（CNS-ASU）、エンバイロメンタルディフェンス・デュポン連携プログラムなどがある。

## 欧州の取組
米国OTAの設立やOECD会議など国際レベルでの議論の影響により、1970年代に欧州の一部でTAの制度化についての議論が始まった。しかし、米国と比べて議会法制度が貧弱であり、議会に対し科学的諮問ができる者が少ないことや、OTAの目的や手法が不透明であったことに対する批判などにより、欧州でのTA活動は低調だった。しかし、1980年代に入ると、科学技術による社会や環境への影響が強まり、特に経済停滞･低雇用を脱する方策としての技術への期待から、欧州版TAの議論が開始され、欧州の各国レベルで議会TA機関の設立が相次ぐこととなった。1990年にはEPTA(European Parliamentary Technology Assessment)というネットワークが設立され、イギリス、フランス、ドイツ、オランダ、デンマーク、EUの6機関が初期メンバーとなった。EPTAの現在の加盟機関は14、準加盟機関は5にまで拡大している。最近、米国の会計検査院(GAO)が準加盟したことにより、欧州の枠を超えた国際的ネットワークとして発展しつつある。
欧州議会TA機関は、大きく2つのモデルに分けられる。
- 道具的モデル：OTA的。関係者の参画プロセスもある。妥当性重視。英国・フランス・フィンランド・EUなど。
- 討議的モデル：市民参加による討議、民主性を尊重。自律性重視。デンマーク・オランダなど。

討議的モデルは一部において議会制度を離れ、参加型TAなど新しい形のTAとして広まっている。
新しい動きとして、PACITA (Parliaments and Civil Society in Technology Assessment)と呼ばれる、欧州委員会からの資金による4年間のプロジェクトが2011年から開始される。ここではEPTAのメンバーも主要な役割を担うが、議会TA機関によるTAだけでなく、市民やステークホルダー、議会、行政など、より多様な主体を取り込んで、市民や社会におけるTAの実践を図る目的を持つ。活動は、(1) 既存のTAの実践の整理を踏まえた文書化とネット上にポータルの設置、(2) TAの利用者を対象とするサマースクールやTA実践者のミーティング、TA教材の作成など、TAの訓練、(3) 議会TAが制度化されていない欧州の国におけるTAの制度化について議論、(4) 公衆衛生ゲノミクス、高齢化社会、持続可能な消費のテーマについて専門家中心、ステークホルダー関与、市民参加の3つの主要なTA手法を実践比較、となる予定である。
現在、EPTAに加盟している会員は14機関である。
- 科学技術オプションアセスメント(STOA)- 欧州議会
- デンマーク技術委員会(DBT)- デンマーク
- 未来委員会 - フィンランド議会
- 科学技術機関(IST)- ベルギー・フランドル議会
- 議会科学技術オプション評価局(OPECST)- フランス国民議会
- ドイツ議会技術評価局(TAB)- ドイツ
- テクノロジーアセスメント委員会 - ギリシャ
- 科学技術評価委員会(VAST) - イタリア議会
- ラテナウ研究所 - オランダ
- ノルウェー技術委員会(NBT)- ノルウェー
- テクノロジーアセスメントセンター（TA-SWISS）- スイス
- 議会科学技術室(POST)- イギリス議会
- カタルーニャ議会科学技術助言委員会(CAPCIT)- カタルーニャ自治州
- 議会評価研究ユニット - スウェーデン議会

また、準会員は5機関である。
- 欧州評議会議員会議科学と倫理小委員会(CoE)
- テクノロジーアセスメント研究所(ITA) - オーストリア
- 連邦科学政策局(BELSPO)- ベルギー
- 研究局(BAS)- ポーランド議会
- 会計検査院(GAO)科学技術工学センター(CSTE)- 米国連邦議会